# Lichenochora obscuroides
Lichenochora obscuroides är en lavart som först beskrevs av Linds., och fick sitt nu gällande namn av Triebel & Rambold 1992. Lichenochora obscuroides ingår i släktet Lichenochora, ordningen Phyllachorales, klassen Sordariomycetes, divisionen sporsäcksvampar och riket svampar.  Arten är reproducerande i Sverige. Inga underarter finns listade i Catalogue of Life.